# Madagaskarkungsfiskare
Madagaskarkungsfiskare (Corythornis vintsioides) är en fågel i familjen kungsfiskare inom ordningen praktfåglar.

## Utseende och läte
Madagaskarkungsfiskaren är en liten juvel till kungsfiskare. Den skiljer säg från rostvit kungsfiskare som den delar utbredningsområde med genom blå ovansida och mestadels mörk näbb. Lätet är ett vasst "tshik" som vanligen hörs i flykten.

## Utbredning och systematik
Madagaskarkungsfiskare delas upp i två underarter med följande utbredning:
- Corythornis vintsioides vintsioides – på Madagaskar
- Corythornis vintsioides johannae – på Komorerna

## Levnadssätt
Madagaskarkungsfiskaren hittas i nästan alla typer av miljöer med tillgång på vatten, som vid åar, floder, sjöar, risfält och utmed kusten. Den kan ses sitta helt still under långa perioder innan den dyker ner i vattnet för att fånga ett byte.

## Status
Arten har ett stort utbredningsområde och beståndet anses vara stabilt. Internationella naturvårdsunionen IUCN listar den därför som livskraftig (LC).